# Hospital general de Rangún
El Hospital general de Rangún es un importante hospital público en Rangún, Birmania (Myanmar). Situado en un complejo de 14 hectáreas (35 acres), el hospital de 1500 camas consta de tres salas de medicina, tres salas de cirugía, un centro de trauma y división de ortopedia, además 24 departamentos especializados para la atención hospitalaria. En el hospital también funciona una sala de emergencias para la medicina general, cirugía general y traumatología. El hospital cuenta con una plantilla de alrededor de 300 médicos y más de 400 enfermeras. 
El centro de salud es conocido por su arquitectura de estilo victoriano, de ladrillo rojo y partes pintadas de amarillo.